# Ange François
Pour les articles homonymes, voir François.
Ange François, né à Bruxelles, le 2 janvier 1800 et mort à Ixelles le 27 août 1872, est un peintre belge connu pour ses peintures d'histoire, ses scènes de genre et ses peintures animalières.
Présent à plus de vingt expositions triennales belges, Ange François expose à treize reprises aux Pays-Bas, où son œuvre est connue et exposée notamment au Musée historique de La Haye.

## Biographie

### Famille
Ange (Ange Nicolas Joseph) François, né à Bruxelles le 2 janvier 1800, est l'aîné des cinq enfants du peintre Pierre Joseph Célestin François (1759-1851), et de Marie-Françoise Leyniers (1780-1809), issue d'une famille de tapissiers, mariés à Bruxelles le 19 avril 1799 et établis au Petit-Sablon,. Ange François épouse à Bruxelles le 7 juin 1820 Marie Élisabeth Vanderhaeghen (née le 28 juillet 1801 à Bruxelles). Le couple a plusieurs enfants, dont : Angéline (1821), Lucie (1823) et Émile (1840).

### Formation
Ange François est d'abord l'élève de son père, puis, il suit des cours de dessin à Charleroi, dans l'école ouverte par son oncle Isidore François (né en 1765) et jadis professeur du peintre néo-classique François-Joseph Navez. Ange François est ensuite étudiant à l'Académie royale des beaux-arts de Bruxelles.

### Carrière
Pour la première fois, Ange François propose une œuvre, intitulée Venus et Adonis, à La Haye, lors de l'Exposition des maîtres vivants de 1820. L'année suivante, il est présent au Salon de Bruxelles de 1821. Il remporte ensuite, grâce à une allégorie intitulée Le Royaume des Pays-Bas, le prix au concours de Gand de 1823. Au concours du Salon de Bruxelles de 1827, il remporte le premier prix de dessin d'une valeur de 100 florins en exposant La Tunique de Joseph présentée à Jacob. Ange François obtient, grâce à L'Incarcération de Thomas Morus à la Tour de Londres, une médaille de vermeil au Salon de Bruxelles de 1845.
En 1835, établi à Ixelles, il est nommé professeur de dessin linéaire et de dessin ombré à l'Athénée royal de Bruxelles, en remplacement de son père devenu trop âgé et occupe ce poste jusqu'à sa pension le 1er octobre 1851. Il est ensuite président de l'Institut des beaux-arts de Bruxelles. De 1847, à sa mort, il est également secrétaire d'une conférence de Saint-Vincent-de Paul,.
Ange François meurt, à l'âge de 72 ans, à son domicile rue d'Orléans no 33 à Ixelles, le 27 août 1872. Ses funérailles ont lieu deux jours plus tard à l'église Saint-Boniface d'Ixelles,.

## Œuvre

### Caractéristiques

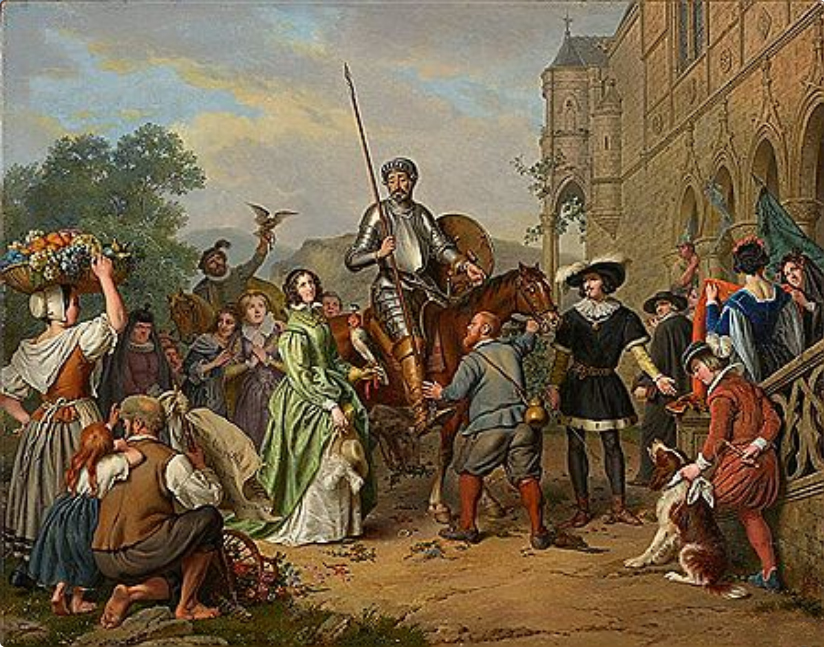
Don Quichotte.

Son champ pictural couvre essentiellement les peintures d'histoire, les scènes de genre et les peintures animalières. À partir des années 1830, il représente davantage de sujets inspirés de l'intimisme hollandais de XVIIIe siècle.
Au Salon de Bruxelles de 1845, où Ange François a pourtant obtenu une médaille de vermeil, le critique Victor Joly est sévère : « M. François ne nous a pas habitués à ces bonnes fortunes. Il y a dans son Thomas Morus une tête charmante que ne désavouerait pas Meissonier. Malheureusement, l'ordonnance et la composition sont déplorables ».
Lorsqu'Ange François meurt en 1872, le Journal de Bruxelles dresse une rétrospective de la carrière du peintre. Il le qualifie d'auteur de foule de charmants tableaux, parmi lesquels Milton dictant Le Paradis perdu à ses filles et La Fontaine à Versailles qui connurent un grand succès. Ses œuvres sont moins connues en Belgique qu'aux Pays-Bas, où elles sont recherchées pour leur fini, leur grâce et la grande correction du dessin. Il ne songeait pas au lucre, mais peignait de manière consciencieuse. Fuyant les honneurs, il n'était pas décoré. Son caractère était empreint de modestie, de bonté et de douceur, de même que par une grande piété.

### Expositions

#### Belgique

##### 1821 - 1839

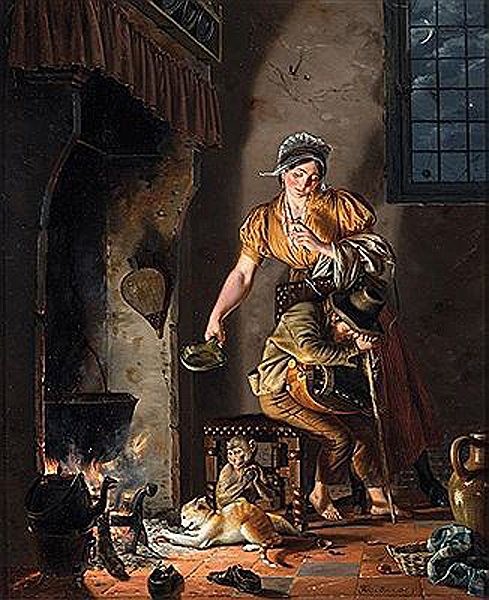
Le Singe et le chat ou les marrons entre de bonnes mains, exposé au Salon de Bruxelles de 1833.

- Salon de Bruxelles de 1821 : Portrait d'une dame, Portrait d'une jeune dame, La Toilette d'un chien et d'un chat et Un petit chien en maillot[4].
- Salon de Bruxelles de 1824 : Saint Sébastien, Bélisaire, Des enfants jouant avec un lion (grisaille) et Portrait d'une dame[9].
- Salon de Gand (XIII) de 1826 : Tobie et l'ange et Le Songe de Turnus[10].
- Salon de Bruxelles de 1827 : La Tunique de Joseph présentée à Jacob (premier prix de dessin du concours)[5].
- Salon de Gand (XIV) de 1829 : La Toilette des enfants, Maisons rustiques dans Bruxelles et Vue des environs de Charleroi[11].
- Salon de Bruxelles de 1830 : Une dame de Mégare, après avoir recueilli les ossements de Phocion, les enterre sous son foyer pour les conserver à sa patrie, Portrait d'une dame, Joueurs de cartes, La Toilette des enfants, La laitière, Le Jeu de palet et Petit pont de C. près de Charleroi[12].
- Salon de Gand (XV) de 1832 : Le Berceau des vignes vierges, avec figures[13].
- Salon de Bruxelles de 1833 : Un chasseur luxembourgeois rejoignant sa famille au puits du château de Pittingen et Le Singe et le chat ou les marrons entre de bonnes mains[3].
- Salon d'Anvers de 1834 : Le Trou Lombeau près de Mont-sur-Marchienne connu pour sa fabrique de braises ou charbon de bois[14].
- Salon de Bruxelles de 1836 : Le Jeune duc de Brabant Godefroid III placé dans son berceau est suspendu à un saule à la vue de ses soldats et Le Pêcheur[15].
- Salon de Bruxelles de 1839 : La Fête du bon papa, Le Tasse, gentilhomme du cardinal d'Este, lui lit un passage de sa Jérusalem délivrée et Catherine Howard à l'instant où le vieil alchimiste d'Henry VIII entre dans sa demeure champêtre[16].

##### 1840 - 1872

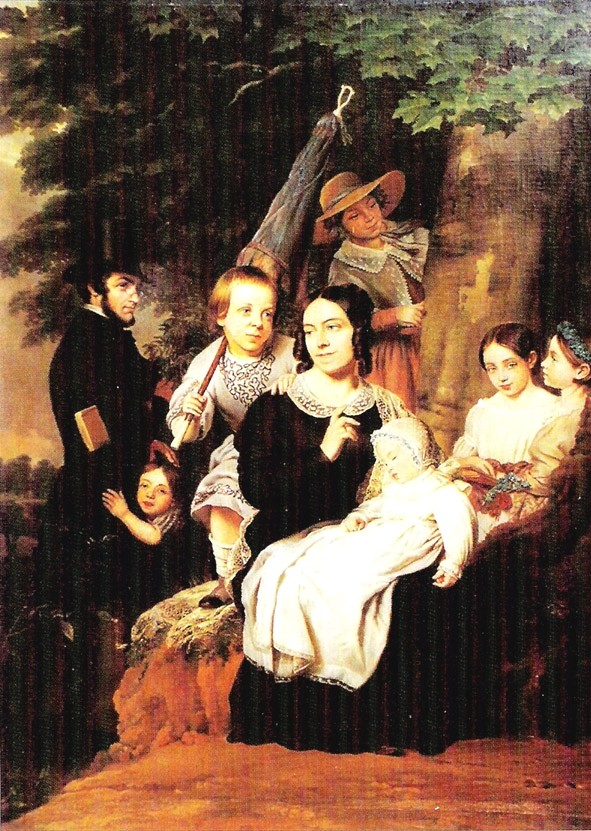
La Famille Heger (1846).

- Salon de Bruxelles de 1842 : Louis XIV et Mme de Maintenon, institutrice des enfants de Mme de Montespan[17].
- Salon de Bruxelles de 1845 : L'Incarcération de Thomas Morus à la Tour de Londres (médaille de vermeil)[18].
- Salon de Gand (XX) de 1847 : Le Savetier et le financier[19].
- Salon de Bruxelles de 1848 : Le Chaperon rouge et le grand-père le loup[20].
- Salon de Bruxelles de 1851 : Le Christ et La Samaritaine[21].
- Salon de Bruxelles de 1857 : Le Précepteur[22].
- Salon de Bruxelles de 1863 : La Sainte Vierge au pied de la croix (pastel) et La Tentation ou une trouvaille en mauvaises mains[23].
- Salon d'Anvers de 1864 : La Tentation ou une trouvaille en mauvaises mains[24].
- Salon de Bruxelles de 1866 : Il est mis à l'ordre du jour de l'armée[25].
- Salon d'Anvers de 1867 : Un léger chasse-café[26].
- Salon de Gand (XXVII) de 1868 : Les Tricheurs au jeu de cartes[27].

#### France
- Exposition de l'Art et l'Industrie d'Arras de 1838 : Les Ouvriers au jeu[28].

#### Pays-Bas
- Exposition des maîtres vivants de 1820 : Venus et Adonis[29].
- Exposition des maîtres vivants de 1825 : Le Songe de Turnus, Pomone et Marie-Madeleine[29].
- Exposition des maîtres vivants de 1827 : Une cordonnerie[29].
- Exposition des maîtres vivants de 1828 : Une vue à Bruxelles et Une vue à Charleroi[29].
- Exposition des maîtres vivants de La Haye de 1839 : Les Joueurs de cartes[29].
- Exposition des maîtres vivants de La Haye de 1841 : Le Roi François Ier et la reine Claude, nouvelle œuvre de Léonard de Vinci[29].
- Exposition des maîtres vivants de La Haye de 1845 : Le Meilleur morceau[29].
- Exposition des maîtres vivants d'Amsterdam de 1846 : Le Savetier et le financier, d'après une fable de La Fontaine[29].
- Exposition des maîtres vivants de Rotterdam de 1846 : Le Coq et la poulette[29].
- Exposition des maîtres vivants de Rotterdam de 1848 : Le Petit Chaperon rouge[29].
- Exposition des maîtres vivants de Rotterdam de 1850 : Les Petits cadeaux entretiennent l'amitié[29].
- Exposition des maîtres vivants d'Amsterdam de 1850 : Scène d'un camp militaire de Louis XIV[29].
- Exposition des maîtres vivants d'Amsterdam de 1854 : L'Évasion d'Hugo Grotius du château de Loevestein[29].
- Exposition des maîtres vivants de Groningue de 1856 : Le Professeur[29].
- Exposition des maîtres vivants d'Amsterdam de 1858 : La Promenade d'un artiste[29].
- Exposition des maîtres vivants d'Amsterdam de 1860 : La Tentation ou une bonne trouvaille entre de mauvaises mains[29].
- Exposition des maîtres vivants de La Haye de 1863 : Le Maître[29].

### Collections muséales
Des œuvres d'Ange François sont conservées dans le lieu suivant :
- Musée historique de La Haye : 
  - Portrait de Petronella Antoinette Jacqueline van Maanen, (1821), huile sur toile, inventaire no 13002, format 39 × 32 cm[29].
  - Portrait de Madame Marie Jeanne van Maenen, (1823), huile sur toile, inventaire no 13003, format 64 × 55,5 cm[29].